# Pluton (mytologi)
För andra betydelser, se Pluto (olika betydelser).
Pluton (grekiska: Πλούτων, av ploutos, "rikedom"; latin Pluto) är gud över underjorden och dödsriket inom den Grekiska mytologin. Han kan ses som en variant av Hades, och till skillnad från denne var han föremål för kult i flera delar av Grekland. Romarna identifierade honom med sin Dis Pater ("gud fadern" eller "den rike fadern").

## Pluton och Hades
Pluton var ett senare namn på dödsrikets och underjordens gud, där Hades ofta mer förknippades med själva underjorden. I de grekiska myterna representerar Pluton ett mer positivt koncept, och det blandades ofta samman med rikedomens gud Plutos (Πλοῦτος), eftersom värdefulla mineraler ofta påträffades nere i jorden. Gudanamnet Ploutōn kom i bruk i samband med de eleusinska mysterierna, där Pluton dyrkades som en handlingskraftig härskare samt en trogen make till Persefone. Paret tog emot avlidna själar, och de två åkallades i olika religiösa inskriptioner. Detta står i kontrast mot Hades, som hade få tempel och religiösa riter kopplade till sig och i regel porträttrades som den dolske och våldsamme figuren som rövade bort Persefone.
Pluton och Hades var olika till karaktären, men de är inte två olika gudagestalter och har de två viktigaste myterna gemensamt. I den grekiska gudavärlden mottog guden titeln som underjordens härskare genom en tredelad fördelningen av makten över världen, där hans bröder Zeus tog hand om himmelriket och Poseidon havet. Den centrala myten handlar om bortrövandet av Persefone, för att hon ska bli hans hustru och drottningen i hans rike. Pluton som namnet på underjordens härskare dyker upp i den grekiska litteraturen under den klassiska perioden, hos atenska pjäsförfattare och hos filosofen Platon, som är den viktigaste grekiska källan i ämnet. Under namnet Pluton framträder guden även i andra myter, som en birollsfigur och för det mesta som ägare av något eftersökt föremål. Pluton figurerar inte minst i Orfeus-myten och i samband med andra grekiska heroers besök i underjorden.
Pluto (genitiv: Plutonis) är den latiniserade stavningen av grekernas gud. Plutons romerska motsvarighet var annars Dis Pater, vars namn (ofta med betydelsen "Rik Fader") kanske är en direktöversättning av grekiskans Plouton. Den romerska kulten av Dis Pater – och hans gemål Proserpina – kan eventuellt också ha grekiskt ursprung och i så fall tagits över från de grekiska bosättningarna i Syditalien. Pluton/Pluto identifieras också ibland med den mer obskyra romerska gudomen Orcus, som liksom Hades både kunde användas som namn på underjordens gud och själva underjorden.
Det inlånade romerska gudanamnet Pluto har lett vissa mytologihandböcker att felaktigt anta att denne var romarnas motsvarighet till Hades. I senare västerländsk litteratur och konst har Pluton (Pluto på engelska, Pluton på franska och Plutone på italienska) varit det vanligaste namnet i beskrivningar om underjordens härskare enligt den grekisk-romerska, "klassiska" traditionen.

## Dvärgplanet
Dvärgplaneten Pluto är uppkallad efter guden.

## Källhänvisningar
Den här artikeln är helt eller delvis baserad på material från engelskspråkiga Wikipedia, 20 oktober 2014.
1. ↑  "Pluton". NE.se. Läst 27 oktober 2014.
2. ↑  Dis pater i Nordisk familjebok (andra upplagan, 1907)
3. ↑  William Hansen, Classical Mythology: A Guide to the Mythical World of the Greeks and Romans (Oxford University Press, 2005), p. 182. (engelska)
4. ↑  Hansen, Classical Mythology,, p. 180. (engelska)
5. ↑  Hansen, Classical Mythology, pp. 180–181. (engelska)
6. ↑  "Dis Pater". NE.se. Läst 27 oktober 2014.
7. ↑  Hansen, Classical Mythology, p. 182. (engelska)